# Szklary Górne

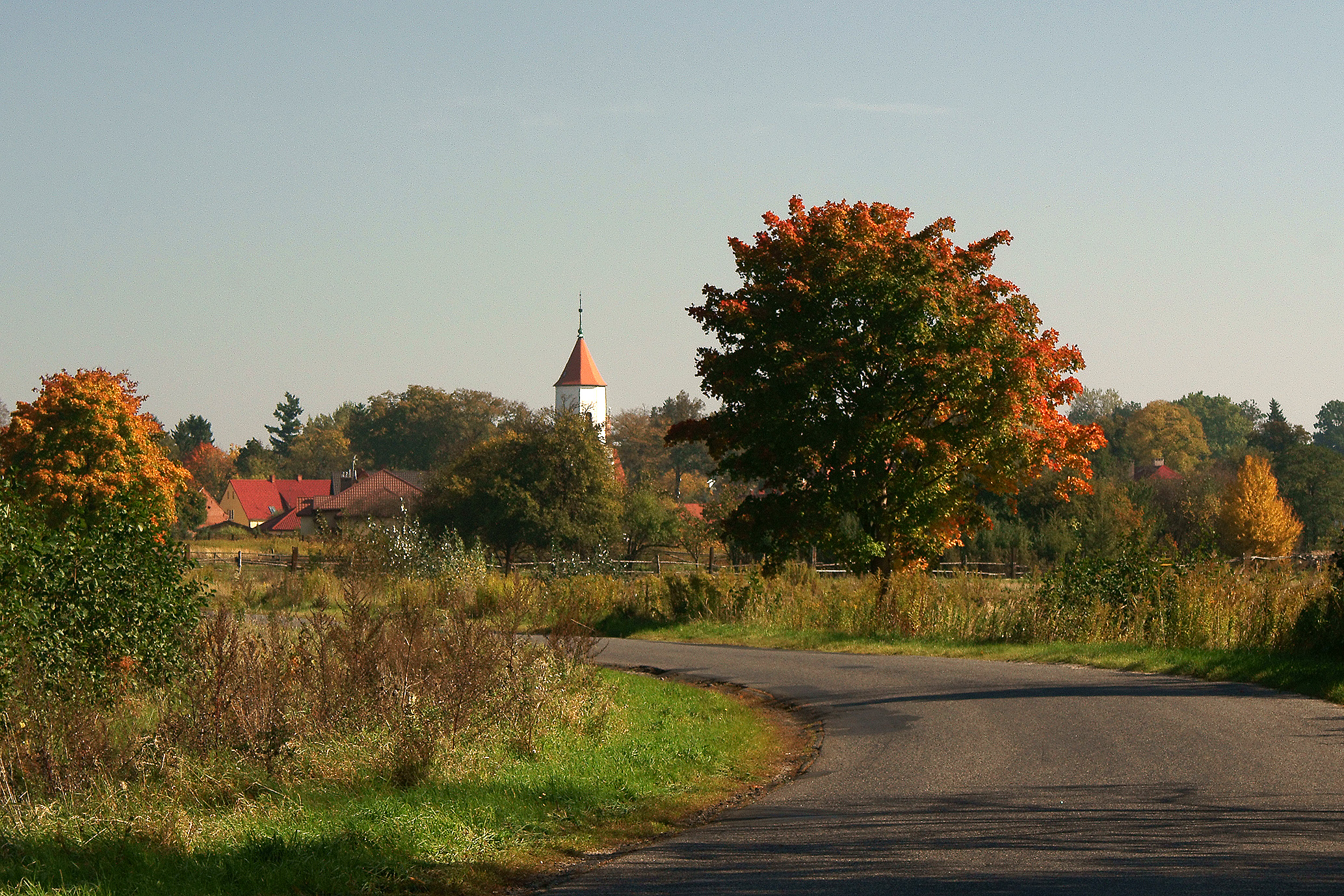
Fragment miejscowości

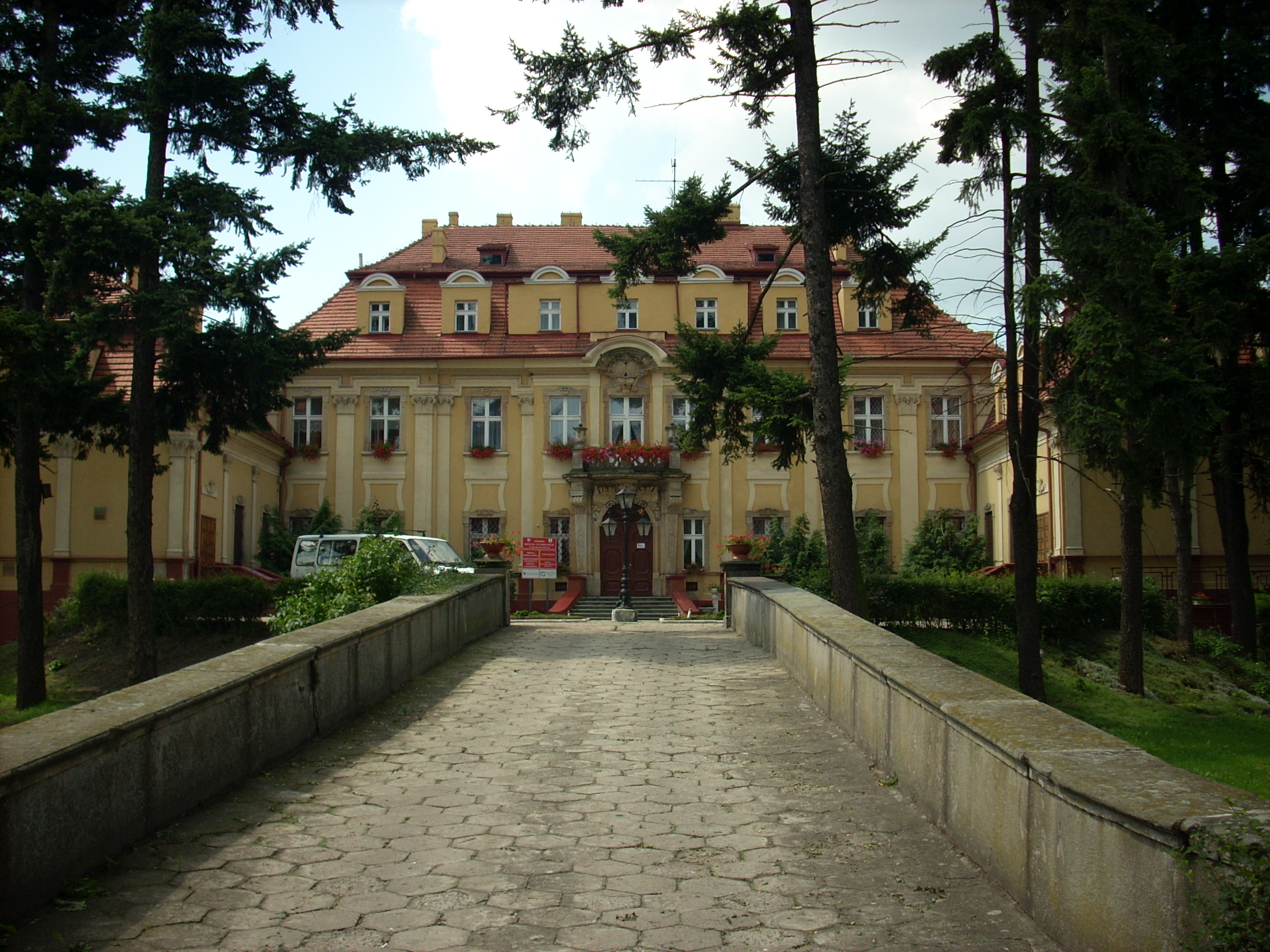
Wjazd do pałacu w Szklarach

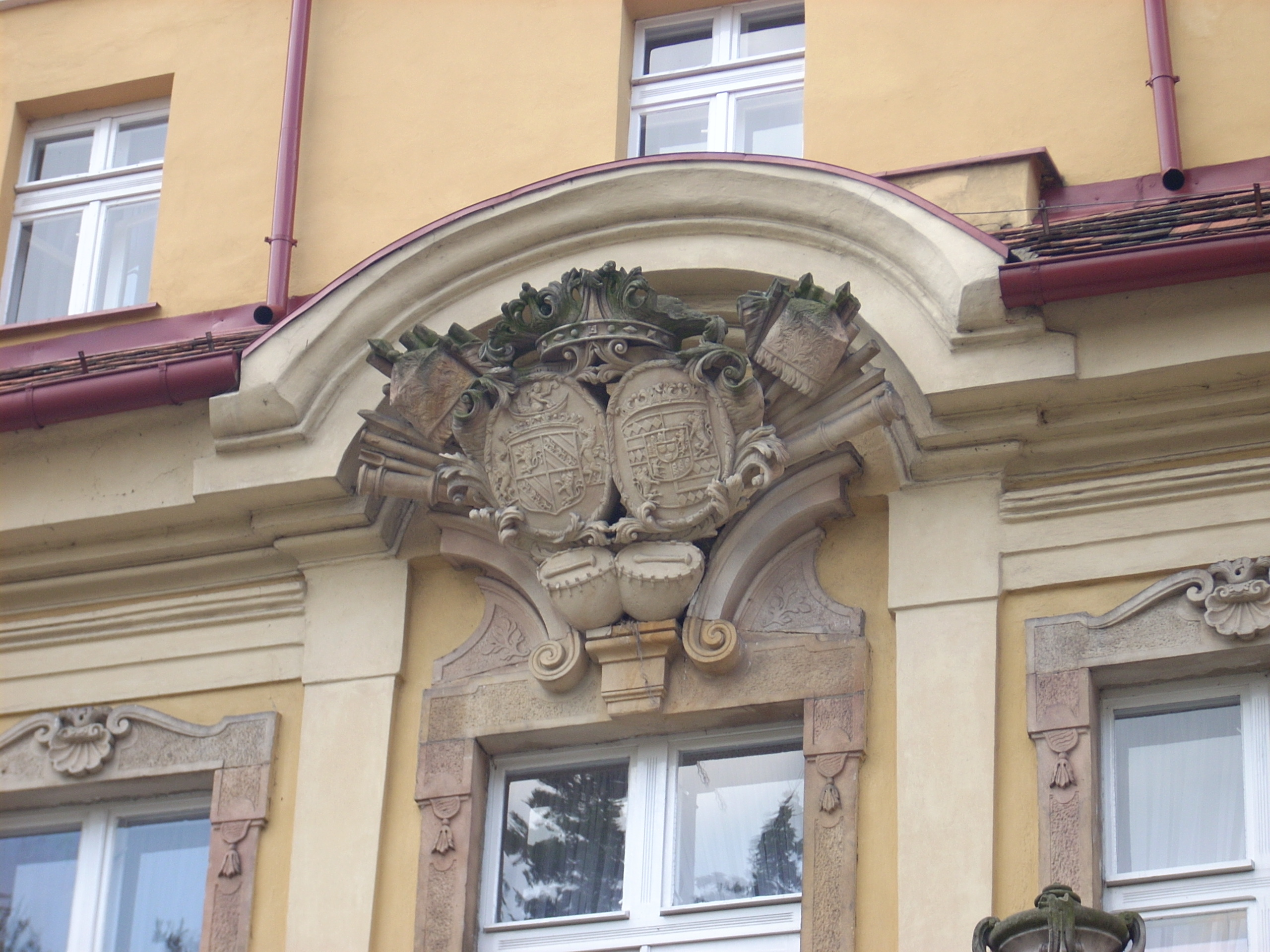
Herb na pałacowym portalu

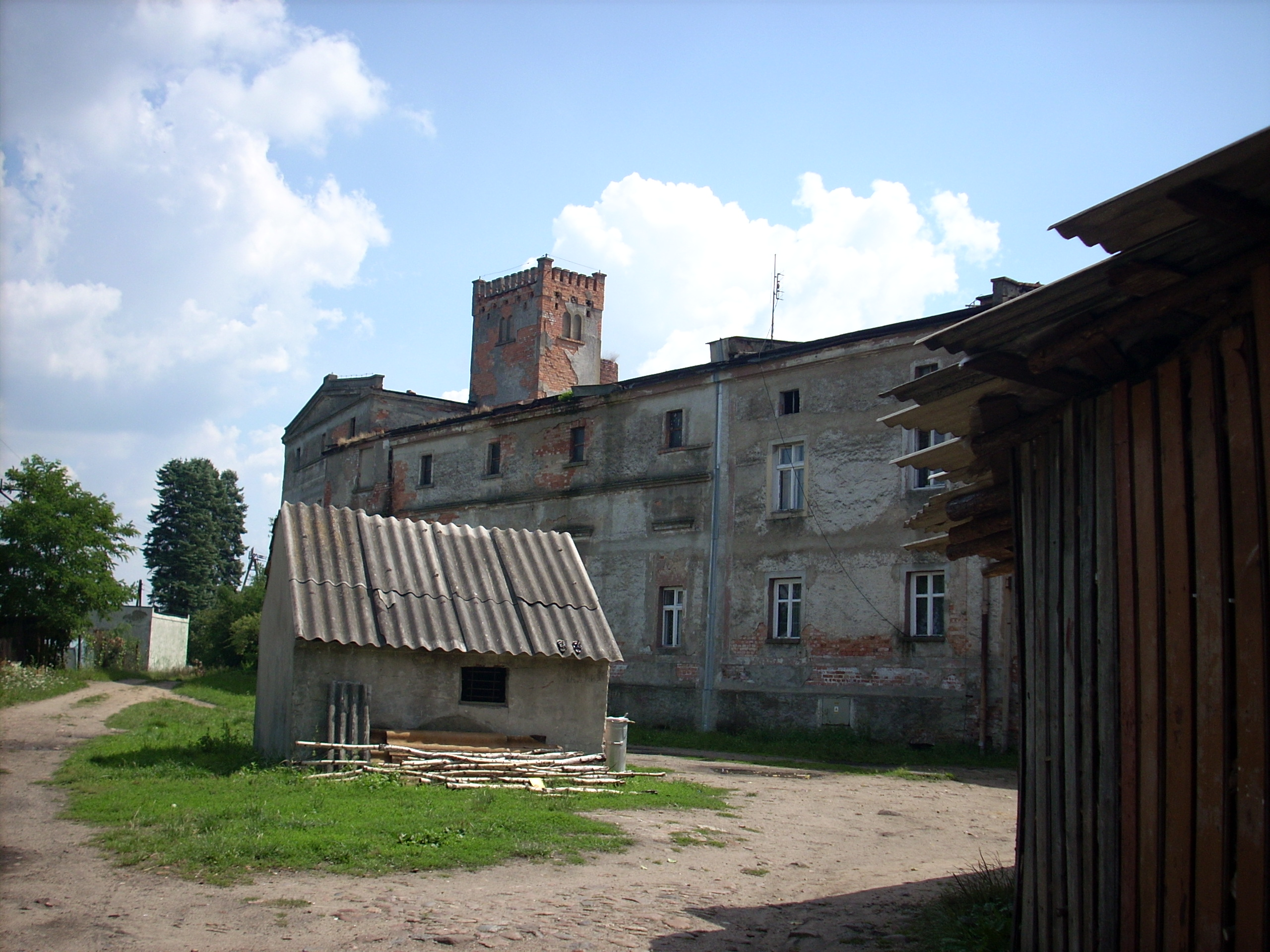
Zabudowania folwarczne w Szklarach

Szklary Górne (niem. Ober Gläsersdorf) – wieś w Polsce, położona w województwie dolnośląskim, w powiecie lubińskim, w gminie Lubin, kilkaset metrów od granicy z powiatem polkowickim. Trzecia miejscowość w gminie pod względem liczby ludności.

## Podział administracyjny
| SIMC    | Nazwa   | Rodzaj  |
| ------- | ------- | ------- |
| 0365523 | Lubków  | kolonia |
| 0365530 | Owczary | osada   |

W latach 1945–1954 siedziba gminy Szklary Górne. W latach 1975–1998 miejscowość administracyjnie należała do województwa legnickiego. 
Do sołectwa Szklary Górne należą również Lubków i Owczary.

## Położenie
Szklary Górne położone są w południowo-zachodniej Polsce w północno-wschodniej części Wysoczyzny Lubińskiej, na wysokości 150 m n.p.m., około 7,2 km na południowy wschód od Polkowic i 9 na północny zachód od Lubina. Obszar wsi położony jest na terenie, który w przeszłości objęty był zlodowaceniem środkowopolskim.

## Opis
Duża wieś o nieregularnym kształcie i zwartej zabudowie. Zabudowa wsi składa się z budynków gospodarczych i mieszkalnych rozlokowanych obok dróg, które tworzą ulice. Jest to wieś typu wielodrożnica, o charakterze rolniczym. Wokół wsi rozciągają się rozległe użytki rolne, a przez wieś przebiega kilka dróg. Północne i zachodnie obrzeża wsi na granicy Wzgórz Polkowickich zajmują niewielkie lasy, w bliskim otoczeniu wsi występują niewielkie pasy zieleni z drzew liściastych, wzdłuż potoku i miedz, oraz w formie przydomowych nasadzeń. We wsi zachowało się kilka zabudowań gospodarskich z przełomu XVIII/XIX wieku, pałac, kościół pw. św. Piotra i Pawła z początku XVI wieku, zabudowania folwarczne z budynkiem o klasycystycznych cechach oraz park pałacowy. We wsi mieści się kuratoryjny Specjalny Ośrodek Szkolno-Wychowawczy dla dzieci z upośledzeniem lekkim. Przez Szklary przepływa Zielenica – prawy dopływ Szprotawy. Jej źródła znajdują się w przysiółku Owczary lub we wschodniej części wsi. Przepływa pod drogą łączącą park pałacowy z ulicą prowadzącą do Owczar. Następnie przepływa pod drogą wiodącą do Lubina i w okolicy restauracji Rozdroże znowu wypływa, żeby w okolicy Trzmielowa wpaść do Szprotawy.

## Historia
Pierwsze ślady bytności człowieka na obszarze Szklar Górnych pochodzą z okresu epoki brązu i wczesnej epoki żelaza. Na terenie wsi istniała osada o wpływach kultury rzymskiej i celtyckiej, świadczą o tym ślady jakie znaleziono podczas prac archeologicznych. Pierwotna słowiańska nazwa Glasovici w późniejszych czasach uległa germanizacji i przyjęła nazwę Glaserdorf, a następnie Ober Glaserdorf. W przeszłości teren obecnych Szklar należał do księstwa legnickiego, głogowskiego i ścinawskiego. W 1. połowie XIV wieku na terenie obecnej wsi stał otoczony fosą zamek, pełniący funkcję strażnicy granicznej. Włości leżały wówczas w granicach księstwa ścinawskiego i wraz z zamkiem należały do księcia Jana ścinawskiego. W 1331 roku, książę Jan, sprzedał osadę i okoliczne włości Hansowi von zu Dohna. Prawdopodobnie w tym samym roku został wzniesiony miejscowy kościół. Pod koniec XVI wieku, włości nabył ród Glaubitzów i przez ponad 100 lat miejscowość znajdowała się w dobrach Glaubitzów. W XVII wieku właścicielem gruntów i zarządcą kościoła był ziemianin Andrzej Kłobuczyński. W 1. połowie XVII wieku w miejscu zamku wzniesiono barokowy pałac oraz założono park krajobrazowo-naturalistyczny z elementami architektury ogrodowej. Na początku XVIII wieku miejscowość wraz z majątkiem nabył hrabia d’Hantois de Bronne z Lotaryngii. Nie mając potomstwa w linii prostej, właściciel przekazał dobra bratankowi, hrabiemu Haussonville i w rękach tego rodu pozostały do 1833 roku. Po roku 1833, przez ponad 60 lat, włości należały do Fuhrmanna-Karringa. W 1899 roku posiadłość została nabyta przez zniemczoną rodzinę włoską Ballestrem di Castellengo, która była własnością rodu do 1945 r., a ostatnim właścicielem był dr Michael Wolfgang Friedrich Franz Ballestre. W latach międzywojennych we wsi przebywała dość liczna grupa polskich emigrantów zarobkowych, których zatrudniano w dobrach Ballestremów. Podczas II wojny światowej w Szklarach Górnych mieścił się podobóz jeniecki. Głównie przetrzymywani w nim byli Polacy, Francuzi i Włosi, których zatrudniano w miejscowym majątku. Po wojnie we wsi funkcjonowało duże Państwowe Gospodarstwo Rolne. W latach 60. i 70. XX wieku we wsi mieścił się Zakład Poprawczy Ministerstwa Sprawiedliwości. Do lat 80. XX wieku we wsi funkcjonowała linia kolejowa ze stacją PKP, biblioteka, klub wiejski, ośrodek zdrowia, gospoda, siedziba GRN, leśnictwo. Większość z nich uległa likwidacji, np. jak linia kolejowa, po której został obecnie tylko nasyp. W dzisiejszych czasach na miejscu nasypu znajduje się ścieżka rowerowa łącząca Szklary Górne z pobliską wsią – Oborą.

## Zabytki
Do wojewódzkiego rejestru zabytków wpisane są:
- kościół pw. św. Piotra i Pawła, gotycki wzmiankowany w 1376 r., obecny wzniesiony w początkach XVI w., 1930 r.
- cmentarz przykościelny, XIV w.
- zespół pałacowo-parkowy, z lat 1715–1725, koniec XIX w.
  - pałac w Szklarach Górnych z pierwszej połowy XVII w.
  - park ze starodrzewem

## Komunikacja
Do Szklar Górnych dojeżdżają niektóre autobusy miejskie linii 1 z Lubina. Kurs rozpoczyna się/kończy na przystanku Szklary Górne cmentarz - pętla 02.